# 부산소프트웨어마이스터고등학교
부산소프트웨어마이스터고등학교는 대한민국 부산광역시 강서구 봉림동에 위치한 공립 고등학교이다.

## 학교 연혁
- 1970년 3월 26일 : 가락종합고등학교 개교
- 1974년 3월 1일 : 김해상업고등학교로 교명 변경
- 1977년 3월 1일 : 김해여자상업고등학교로 교명 변경
- 1992년 3월 1일 : 부산서여자상업고등학교로 교명 변경
- 2000년 3월 7일 : 부산산업과학고등학교 개교
- 2020년 2월 11일 : 제48회 졸업식(57명) 졸업생 총 9,800명
- 2021년 3월 1일 : 부산소프트웨어마이스터고등학교 개교
- 2024년 9월 1일 : 제23대 김성율 교장 취임

## 설치 학과
- 공통과정(전문계)
- 소프트웨어개발과
- 임베디드소프트웨어과

## 참고 자료
- 부산소프트웨어마이스터고등학교 - 한국교육학술정보원 학교알리미